# مدار سخنرانی
«مدار سخنرانی» (به انگلیسی: Lecture Circuit) یک قسمت دو بخشی از مجموعۀ تلویزیونی کمدی آمریکایی اداره است. این قسمت در اصل دربرگیرنده قسمت‌های شانزدهم و هفدهم فصل پنجم و به طور کلی قسمت‌های ۸۸ و ۸۹ سریال می باشد. قسمت اول در ابتدا در ۵ فوریه ۲۰۰۹ از ان‌بی‌سی پخش شد و قسمت دوم در ۱۲ فوریه.
در طول هر دو قسمت، مایکل و پم از شعبه‌های مختلف داندر میفلین بازدید می‌کنند تا سخنرانی‌های تجاری داشته باشند. در این قسمت به بازدید آنها از شعبه یوتیکا - جایی که دوست دختر سابق جیم، کارن فیلیپلی، در سمت مدیر منطقه‌ای حضور دارد و شعبه نشوا، جایی که دوست دختر سابق مایکل و عشق زندگی او، هالی است، پرداخت ویژه‌ای می‌شود. در هر دو قسمت، جیم و دوایت به‌ عنوان رؤسای جدید کمیته برنامه‌ریزی مهمانی وقتی تولد کلی را فراموش می‌کنند، به مشکل بر می‌خورند. در قسمت اول، اندی از علاقه‌اش به یک مشتری پرده برمی‌دارد و در قسمت دوم، وسواس ناسالم آنجلا نسبت به گربه‌هایش هنگام نصب یک دوربین مخصوص بچه برای آنها مورد توجه قرار می‌گیرد.
هر دو قسمت توسط کن کواپیس کارگردانی شده و توسط میندی کالینگ، که در سریال نقش کلی کاپور را نیز بازی می‌کند، نوشته شده‌است . «مدار سخنرانی» شامل حضور مهمان فیلمنامه نویس دن گور، کمدین راب هیوبل و هنرپیشه رشیدا جونز بود. رشیدا یکی از شخصیت‌های اصلی سریال در فصل سوم بود که برای این حضور مهمان نقش خود (کارن) را تکرار کرد. اگرچه شخصیت هالی فلکس نقش مهمی در خط داستانی داشت، اما بازیگر این نقش یعنی ایمی رایان در «مدار سخنرانی» ظاهر نشد. این قسمت‌ها عموماً نقدهای مثبتی دریافت کردند. بر اساس تحقیقات رسانه‌ای نیلسن، قسمت اول را ۸٫۴ میلیون بیننده و قسمت دوم را ۸٫۸۹ میلیون بیننده تماشا کرده‌اند.